# Айртон, Эдвард
Эдвард Рассел Айртон (17 декабря 1882, Уху – 18 мая 1914, Цейлон) — британский археолог и египтолог.

## Биография
Родился в семье консульского работника в Китае Уильяма Скоупа Айртона (1849—1904) и его супруги Эллен Луизы Мак’Клатчи. Получил образование в школе Святого Павла в Лондоне. В 20-летнем возрасте начал работу в Обществе исследования Египта, помогая в 1902—1904 годах Флиндерсу Питри на раскопках в Абидосе.
Первой самостоятельной работой Айртона были раскопки Шунет эль-Зебиб эпохи II династии в Абидосе. В 1904-05 годах под руководством Эдуара Навилля и Генри Холла в заупокойном комплексе Ментухотепа II в Дейр-эль-Бахри Айртон откопал и задокументировал гробницы особ царской фамилии.
К находкам Айртона, работавшего на Теодора М. Девиса в 1905 −1908 годах в Долине Царей, относятся гробницы фараонов Рамсеса IV (KV2), Саптаха (KV47), Хоремхеба (KV57), так называемые «Гробницы животных» (KV50–KV52) и камера для бальзамирования (KV54). Им также открыта усыпальница Амарнской эпохи KV55, которую в 1910 году он считал принадлежащей царице Тие. Дальнейшие исследования установили мужской пол мумии, а степень намеренных повреждений, затёртые картуши в гробнице породили спекуляции о его личности и версию о фараоне Эхнатоне. К сожалению, степень задокументированности и учёта работ по раскопкам этой гробницы одна из худших.
Важной находкой считается чаша с тронным именем Тутанхамона, чьё существование в истории и гробница не были ещё определены. В 1907 году Айртон поспешно объявил, что открыл гробницу фараона Тутанхамона и предоставил его предметы в Метрополитен-музей .
В 1908-09 годах совместно с Уильямом Лоатом открыл несколько гробниц VI династии в Абидосе и додинастическое кладбище в эль-Махасна.
В 1911 году он занял должность в Археологическом обществе Цейлона. Айртон утонул в реке Меник (город Тиссамахарама) 18 мая 1914 года во время охоты и похоронен неподалёку на голландском кладбище.

## Труды
- Ayrton, E. R. Discovery of the tomb of Si-ptah in the Bibân el Molûk, Thebes, PSBA, 28, 1906.
- Edward R. Ayrton; W. L. S. Loat. Pre-dynastic cemetery at El Mahasna, 1911, London.
- Edward R. Ayrton. The Date of Buddhadasa of Ceylon from a Chinese Source. Journal of the Royal Asiatic Society of Great Britain and Ireland, 1911.
- Edward R. Ayrton. The Excavation of the Tomb of Queen Tîyi, The Tomb of Queen Tîyi, ed. Nicholas Reeves, San Francisco, KMT Communications, 1990.